# Florent Hadergjonaj
Florent Hadergjonaj, né le 31 juillet 1994 à Langnau, est un footballeur international kosovar et suisse, évoluant au poste d'arrière droit à Alanyaspor.

## Biographie

### Début dans le football
Né le 31 juillet 1994 à Langnau, Florent Hadergjonaj commence le football dans le club local, avant de rejoindre, à douze ans, le mouvement junior du FC Thoune. Quatre ans plus tard, alors qu’il n’est pas retenu par les trois clubs bernois à l’occasion de sélections communes, il rejoint le FC Lucerne avec qui il fête un titre de champion de Suisse junior. Il retourne ensuite dans le giron bernois, au BSC Young Boys, d’abord avec les juniors, puis avec l’équipe réserve en 1re ligue. Il est aligné pour la première fois en première division suisse par Uli Forte lors d’un match contre le FC Zurich, en raison de nombreuses absences.

### BSC Young Boys (2012-2016)
Avec les Young Boys, il dispute au total 71 matchs en première division et inscrire de but. Il participe également à la Ligue des champions (trois matchs) et à la Ligue Europa (neuf matchs).

### Huddersfield Town (2018-2020)

#### Prêt au Kasımpaşa SK (2017-2018)
Le 31 janvier 2020, il est prêté à Kasımpaşa SK.

### Kasımpaşa SK (2020-2023)
Le 25 septembre 2020, il rejoint Kasımpaşa SK.

### Alanyaspor (depuis 2023)
Il rejoint le Alanyaspor en août 2023.

### Equipe nationale
Il reçoit sa première sélection en équipe de Suisse le 1er juin 2017, en amical contre la Biélorussie (victoire 1-0 à Neuchâtel).
Le 24 mai 2019, il est annoncé qu'il jouera pour l'équipe du Kosovo. Il joue son premier match avec le Kosovo durant les éliminatoires de l’Euro 2020 face à la Bulgarie

## Statistiques
| Saison                | Club                     | Championnat           | Championnat | Championnat | Coupe nationale | Coupe nationale | Coupe de la Ligue | Coupe de la Ligue | Compétition(s) continentale(s) | Compétition(s) continentale(s) | Compétition(s) continentale(s) | Sélection                                   | Sélection | Sélection | Total | Total |
| Saison                | Club                     | Division              | M.          | B.          | M.              | B.              | M.                | B.                | Comp.                          | M.                             | B.                             | Équipe                                      | M.        | B.        | M.    | B.    |
| 2012-2013             | BSC Young Boys U21       | 1re ligue             | 23          | 2           | -               | -               | -                 | -                 | -                              | -                              | -                              | -                                           | -         | -         | 23    | 2     |
| 2013-2014             | BSC Young Boys U21       | 1re ligue             | 8           | 0           | -               | -               | -                 | -                 | -                              | -                              | -                              | -                                           | -         | -         | 8     | 0     |
| Sous-total            | Sous-total               | Sous-total            | 31          | 2           | -               | -               | -                 | -                 | -                              | -                              | -                              | -                                           | -         | -         | 31    | 2     |
| 2013-2014             | BSC Young Boys           | Super League          | 11          | 1           | 1               | 0               | -                 | -                 | -                              | -                              | -                              | Suisse -20 ans                              | 2         | 0         | 14    | 1     |
| 2014-2015             | BSC Young Boys           | Super League          | 26          | 0           | 1               | 0               | -                 | -                 | C3                             | 8                              | 0                              | Suisse -20 ans Suisse espoirs               | 1 2       | 0         | 38    | 0     |
| 2015-2016             | BSC Young Boys           | Super League          | 32          | 0           | 3               | 0               | -                 | -                 | C1 C3                          | 1                              | 0                              | Suisse espoirs                              | 5         | 0         | 42    | 0     |
| 2016-2017             | BSC Young Boys           | Super League          | 2           | 0           | -               | -               | -                 | -                 | C1                             | 2                              | 0                              | -                                           | -         | -         | 4     | 0     |
| Sous-total            | Sous-total               | Sous-total            | 71          | 1           | 5               | 0               | -                 | -                 | -                              | 12                             | 0                              | -                                           | -         | -         | 88    | 1     |
| 2016-2017             | FC Ingolstadt            | Bundesliga            | 25          | 1           | -               | -               | -                 | -                 | -                              | -                              | -                              | Suisse espoirs Suisse                       | 3 1       | 0         | 29    | 0     |
| 2017-2018             | FC Ingolstadt            | 2. Bundesliga         | 2           | 0           | -               | -               | -                 | -                 | -                              | -                              | -                              | -                                           | -         | -         | 2     | 0     |
| 2017-2018             | Huddersfield Town (prêt) | Premier League        | 23          | 0           | 3               | 0               | 1                 | 0                 | -                              | -                              | -                              | -                                           | -         | -         | 27    | 0     |
| Sous-total            | Sous-total               | Sous-total            | 50          | 1           | 3               | 0               | 1                 | 0                 | -                              | -                              | -                              | -                                           | -         | -         | 54    | 1     |
| 2018-2019             | Huddersfield Town        | Premier League        | 24          | 0           | -               | -               | -                 | -                 | -                              | -                              | -                              | Kosovo                                      | 1         | 0         | 25    | 0     |
| Sous-total            | Sous-total               | Sous-total            | 24          | 0           | -               | -               | -                 | -                 | -                              | -                              | -                              | -                                           | 1         | 0         | 25    | 0     |
| Total sur la carrière | Total sur la carrière    | Total sur la carrière | 176         | 4           | 8               | 0               | 1                 | 0                 | -                              | 12                             | 0                              | Suisse -20 ans Suisse espoirs Suisse Kosovo | 3 10 1    | 0         | 212   | 4     |